# Simple Song Number 3
Simple Song#3 (o Simple Song Number 3) è un brano musicale scritto e composto dal musicista statunitense David Lang e cantato dalla cantante sudcoreana Sumi Jo. Il brano è stato pubblicato nel 2015 come tema della colonna sonora del film Youth - La giovinezza, diretto dal regista italiano Paolo Sorrentino.
La canzone ha ottenuto la candidatura ai Premi Oscar 2016, al Golden Globe 2016 e ai 21ª edizione dei Critics' Choice Awards, in tutti e tre i casi nella categoria "Miglior canzone originale".

## Tracce
- Download digitale

1. Simple Song#3 – 6:28

## Riconoscimenti
- 2016 – Premio Oscar
  - Candidatura per la miglior canzone
- 2016 – Golden Globe
  - Candidatura per la migliore canzone originale
- 2016 – David di Donatello
  - Migliore canzone originale
- 2016 - Critics' Choice Awards
  - Candidatura per la miglior canzone